# Hans Neureuter
Hans Neureuter (* 8. Mai 1901 in Elberfeld (heute Wuppertal); † 31. Dezember 1953 in Saarbrücken) war ein deutscher Politiker.

## Leben
Neureuter war von 1930 bis 1936 Rechtsanwalt in Saarbrücken. 1936 wurde er aus politischen Gründen aus der Rechtsanwaltskammer ausgeschlossen. Am 4. Mai 1945 wurde er vom US-Befehlshaber in Saarbrücken Oberst Louis G. Kelly zum Regierungspräsidenten für das Saargebiet ernannt. Am 8. Oktober 1946 wurde er durch Militärgouverneur Gilbert Grandval entlassen; an die Stelle des Regierungspräsidenten trat nun die Verwaltungskommission unter der Leitung von Erwin Müller. Neureuter wurde anschließend Präsident des Oberlandesgerichts Saarbrücken.